# Љубава
Љубава је насељено место града Крушевца у Расинском округу. Према попису из 2022. било је 429 становника (према попису из 1991. било је 606 становника).

## Порекло становништва
Староседелачке породице су: Јеросимци, Лукићи и Смиљковићи.
Према пореклу ондашње становништво Љубаве из 1905. године, може се овако распоредити:
- Староседеоца има 3 породице са 18 куће.
- Косовско-метохијских досељеника има 3 породице са 28 куће.
- Из Топлице има 3 породице са 17 куће.
- Из околине има 2 породице са 7 куће.
- Црногорских досељеника има 1 породица са 3 куће, (подаци датирају из 1905. године)[1]

## Демографија
У насељу Љубава живи 421 пунолетни становник, а просечна старост становништва износи 40,3 година (39,9 код мушкараца и 40,6 код жена). У насељу има 118 домаћинстава, а просечан број чланова по домаћинству је 4,45.
Ово насеље је великим делом насељено Србима (према попису из 2002. године).
|  |

| Демографија | Демографија | Демографија |
| Година      | Становника  | Становника  |
| ----------- | ----------- | ----------- |
| 1948.       | 523         |             |
| 1953.       | 539         |             |
| 1961.       | 555         |             |
| 1971.       | 553         |             |
| 1981.       | 571         |             |
| 1991.       | 606         | 589         |
| 2002.       | 525         | 556         |

| Етнички састав према попису из 2002.‍ | Етнички састав према попису из 2002.‍ | Етнички састав према попису из 2002.‍ | Етнички састав према попису из 2002.‍ | Етнички састав према попису из 2002.‍ |
| ------------------------------------ | ------------------------------------ | ------------------------------------ | ------------------------------------ | ------------------------------------ |
|                                      |                                      |                                      |                                      |                                      |
| Срби                                 | Срби                                 |                                      | 523                                  | 99,61%                               |
| Македонци                            | Македонци                            |                                      | 2                                    | 0,38%                                |
| непознато                            | непознато                            |                                      | 0                                    | 0,0%                                 |

| Година пописа     | 1948. | 1953. | 1961. | 1971. | 1981. | 1991. | 2002. |
| ----------------- | ----- | ----- | ----- | ----- | ----- | ----- | ----- |
| Број домаћинстава | 100   | 105   | 115   | 122   | 118   | 128   | 118   |

| Број чланова      | 1  | 2  | 3  | 4  | 5  | 6  | 7 | 8 | 9 | 10 и више | Просек |
| ----------------- | -- | -- | -- | -- | -- | -- | - | - | - | --------- | ------ |
| Број домаћинстава | 11 | 19 | 12 | 20 | 20 | 15 | 8 | 6 | 6 | 1         | 4,45   |

| Пол    | Укупно | Неожењен/Неудата | Ожењен/Удата | Удовац/Удовица | Разведен/Разведена | Непознато |
| ------ | ------ | ---------------- | ------------ | -------------- | ------------------ | --------- |
| Мушки  | 224    | 48               | 160          | 12             | 4                  | 0         |
| Женски | 222    | 27               | 158          | 33             | 4                  | 0         |
| УКУПНО | 446    | 75               | 318          | 45             | 8                  | 0         |

| Пол    | Укупно                    | Пољопривреда, лов и шумарство | Рибарство                            | Вађење руде и камена | Прерађивачка индустрија       |
| ------ | ------------------------- | ----------------------------- | ------------------------------------ | -------------------- | ----------------------------- |
| Мушки  | 162                       | 152                           | 0                                    | 0                    | 6                             |
| Женски | 153                       | 147                           | 0                                    | 0                    | 2                             |
| УКУПНО | 315                       | 299                           | 0                                    | 0                    | 8                             |
| Пол    | Производња и снабдевање   | Грађевинарство                | Трговина                             | Хотели и ресторани   | Саобраћај, складиштење и везе |
| Мушки  | 0                         | 1                             | 2                                    | 0                    | 1                             |
| Женски | 0                         | 0                             | 1                                    | 0                    | 0                             |
| УКУПНО | 0                         | 1                             | 3                                    | 0                    | 1                             |
| Пол    | Финансијско посредовање   | Некретнине                    | Државна управа и одбрана             | Образовање           | Здравствени и социјални рад   |
| Мушки  | 0                         | 0                             | 0                                    | 0                    | 0                             |
| Женски | 0                         | 0                             | 1                                    | 1                    | 1                             |
| УКУПНО | 0                         | 0                             | 1                                    | 1                    | 1                             |
| Пол    | Остале услужне активности | Приватна домаћинства          | Екстериторијалне организације и тела | Непознато            | Непознато                     |
| Мушки  | 0                         | 0                             | 0                                    | 0                    | 0                             |
| Женски | 0                         | 0                             | 0                                    | 0                    | 0                             |
| УКУПНО | 0                         | 0                             | 0                                    | 0                    | 0                             |